# Astronidium muscosum
Astronidium muscosum är en tvåhjärtbladig växtart som beskrevs av Elmer Drew Merrill och Lily May Perry. Astronidium muscosum ingår i släktet Astronidium och familjen Melastomataceae. Utöver nominatformen finns också underarten A. m. decurrens.